# Agim Çavdarbasha
Agim Çavdarbasha es un escultor nacido el año 1944 en Peć .

## Datos biográficos

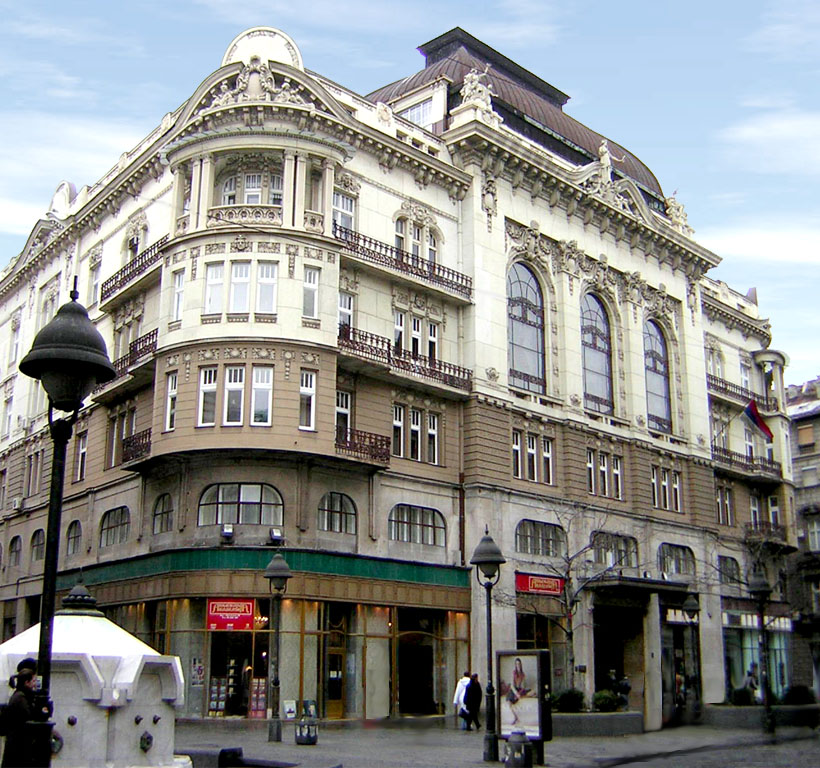
Academia de las Artes y de las Ciencias en Belgrado, donde estudió Çavdarbasha.

Alumno de la Academia de Artes Aplicadas y superior en Belgrado . En 1969 alumno del profesor Vojisllav Vujisiqi. Prosigue estudios superiores universitarios en Liubliana, siendo alumno del profesor Zdenko Kalin desde 1971. Fue miembro del grupo SHAFK desde 1970. Murió en 1999 .
Exposiciones individuales

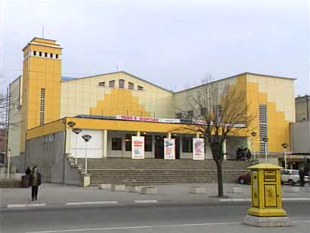
Teatro Nacional, Pristina. Exposición en 1975

1969 - La Casa de la Juventud, Belgrado, 1975 - Recibidor del Teatro Nacional, Pristina 1979 - Galería Vogël , Liubliana, 1981 - Galería de Arte, Pristina.
Exposiciones Colectivas
El año 1971 presentó sus obras junto al grupo AAF en la Galería Mestna, Liubliana; al año siguiente en 1972 se presenta en el Salón de Octubre de Belgrado y en la Primera Bienal Juvenil de Artes Plásticas, Murska Subotë
En 1977 expone con el grupo Juni , Maribor, Kranj; participó en la V Trienal de Arte de Yugoslavia celebrada en Belgrado; también en la III Bienal Juvenil de Artes Plásticas, Murska Subota. En 1978 comienzan las exposiciones internacionales con la presentación de la muestra colectiva "Arte Kosovar" en las ciudades de París (Francia) y Colonia (Alemania); también la muestra titulada Escultura Yugoslava, presentada en Hungría, Rumanía y Bulgaria: la muestra Tito en las obras de los artistas de Yugoslavia presentada en Belgrado ; la muestra Arte Contemporáneo de Yugoslavia, que visitó Australia y Nueva Zelanda.
En 1980 participó en la muestra Exposición de Ecología y el año 1998 presentó sus obras en el Café-restaurante-galería Hani i 2 Robertëve de Pristina. 
Premios
1969 - Premio del diario Borba, Belgrado,
1971 - Premio Preshern de la Universidad de Liubliana, 
1972 - Premio de SHAFK, Pristina, 
1978 - Premio KSA de diciembre de Kosovo, Pristina; Premio en el Salón de Primavera, Pristina
1981 - adjudicación del Premio de la ciudad de Pristina del Salón de noviembre , Pristina. 

## Alumnos
Fue profesor de Adem Rusinovci, Mal Myrtaj, Ismail Qosja , Sabri Shaqir y Avni Behluli.